# داني موريس (لاعب كرة قاعدة)
داني موريس (بالإنجليزية: Danny Morris)‏ هو لاعب كرة قاعدة أمريكي، ولد في 25 سبتمبر 1949 في توليدو في الولايات المتحدة.

## وصلات خارجية
- داني موريس على موقعبيزبول رفرنس.كوم (الدوري الرئيسي) (الإنجليزية)
- داني موريس على موقعبيزبول رفرنس.كوم (الدوري الثانوي) (الإنجليزية)